# Голосовий апарат
Голосовий апарат - система органів, що служать для утворення звуків голосу та мови. До неї входять:
- Органи дихання, створюючи повітряний тиск під голосовими складками - джерело звукової енергії;
- Гортань, із розміщеними в ній голосовим складками - джерело виникнення звукових коливань;
- Артикуляційний апарат, що служить для утворення звуків членороздільної мови;
- Носова порожнина, яка сприяє утворенню деяких звуків.

Формування мови і звуків відбувається у порожнинах рота і носа. В утворенні голосу беруть участь язик, губи та нижня щелепа. Завдяки цьому людина вимовляє ті чи інші голосні й приголосні звуки. З носової порожнини повітря потрапляє в носоглотку, а потім у гортань.
Гортань має вигляд лійки, стінки якої утворені кількома хрящами. Вхід у гортань під час ковтання їжі закривається хрящовим надгортанником. Між хрящами гортані є слизові складки - голосові зв'язки. Проміжок між голосовими зв'язками називають голосовою щілиною.
Коли людина мовчить, голосові зв'язки розходяться й голосова щілина має вигляд рівнобедреного трикутника. Під час розмови, співу голосові зв'язки змикаються. Видихуване повітря тисне на складки, вони починають коливатися. Так виникає звук.
Висота голосу людини залежить від довжини голосових зв'язок. Що коротші голосові зв'язки, то більша частота їхніх коливань і вищий голос. У жінок голосові зв'язки коротші, ніж у чоловіків, тому жіночий голос завжди вищий.
Голосові зв'язки можуть робити від 80 до 10 000 коливань на 1 с. Остаточно звуки людської мови формуються в порожнинах глотки, носоглотки, рота й носа зміною положення язика, губів, нижньої щелепи. Голосом людина може передати свої почуття і настрій: радість і гнів, ласку і погрозу, ніжність і насмішку.
Крик шкідливий для голосових зв'язок: вони сильно напружуються, зближуються, вдаряються одна об одну, труться й ушкоджуються. У людини, яка часто кричить, голос стає хриплим або й зовсім зникає. Під час шепоту голосові зв'язки змикаються не повністю. Тому, коли треба щадити голосовий апарат, говорять пошепки.
Голосові зв'язки ушкоджуються також внаслідок частих запалень дихальних шляхів. На голосотворний апарат негативно впливають куріння і вживання алкоголю. Курців і людей, які зловживають алкогольними напоями, завжди можна розпізнати по глухому хриплому голосу.